# Kościół św. Józefa w Victorii (Malta)
Kościół św. Józefa (malt. Il-Knisja ta’ San Ġużepp, ang. The Church of St. Joseph) – rzymskokatolicki kościół w Cittadelli w Victorii, na wyspie Gozo, Malta.

Kościół znajduje się w starej części Cittadelli, jest jednym z najstarszych kościołów na Gozo, a także pierwszym na wyspie pod wezwaniem św. Józefa.

## Historia

### Oryginalny kościół
Budynek kościoła stoi w tym miejscu od czasów jeszcze przed wielkim oblężeniem Malty (1565), być może nawet od XI wieku. Pierwotnie był pod wezwaniem św. Mikołaja.

Mons. Pietro Dusina, papieski delegat apostolski na Maltę, podczas swojej wizytacji na Gozo w 1575 znalazł kościół św. Mikołaja w całkiem dobrym stanie, z ołtarzem i drewnianymi drzwiami, a także bardzo oddanymi wiernymi. Kiedy Dusina zdesakralizował wówczas kaplicę św. Wawrzyńca, najstarszą w Gran Castello, wierni stamtąd przenieśli się do kościoła św. Mikołaja.

### Przebudowa i zmiana wezwania
Biskup Baldassare Cagliares (jedyny Maltańczyk na tronie biskupa Malty podczas rządów Joannitów), często odwiedzał Gozo, gdyż jego matka stamtąd pochodziła. Na początku XVII wieku rozpoczął przebudowywanie kościoła św. Mikołaja według planów Vittorio Cassara, który był w owym czasie zaangażowany w modyfikację fortyfikacji Cittadelli. Prace przy kościele ukończone zostały w 1625, wtedy też biskup zmienił wezwanie kościoła na św. Józefa. Był to pierwszy na Gozo kościół pod tym wezwaniem. Biskup wyposażył kościół we wszystkie potrzebne rzeczy, w tym ołtarz i obraz nad nim. Obraz ten przedstawia Ucieczkę Świętej Rodziny do Egiptu i jest przypisywany włoskiemu malarzowi Filippo Paladiniemu (1544–1614). Jednak niektórzy eksperci są zdania, że autorem obrazu może być artysta z północy Europy, zwłaszcza, że przedstawia on skandynawski krajobraz. Końcem lat 70. XX wieku obraz został odrestaurowany i znajduje się teraz w muzeum katedralnym; jego miejsce zajął obraz Ċensu Cordiny o tej samej tematyce.

W styczniu 1693, w wyniku trzęsienia ziemi na Sycylii kościół św. Józefa został mocno uszkodzony, włącznie z zawaleniem się dachu. Po tej katastrofie został opuszczony i popadł w ruinę.

### Odbudowa i porzucenie
Ponad 200 lat później, w 1930 losem zabytku zainteresował się Harry Charles Luke, wicegubernator wysp maltańskich. Poświęcił się on renowacji i konserwacji budynków o wartości historycznej. Wśród nich odrestaurował również niektóre budynki w Cittadelli, między innymi Casa Bondì, w której dziś mieści się Muzeum Archeologii Gozo. Kiedy w 1937 rozpoczęto prace renowacyjne przy kościele św. Józefa, wyjechał z Malty. Budynek ponownie popadł w zapomnienie, stając się wpierw obiektem wandalizmu, a następnie miejscem składu odpadów i śmieci z katedry.

### Odrestaurowanie
Dokładnie 16 sierpnia 1973 grupa seminarzystów i ministrantów z katedry, razem z ks. Tonym Merciecą zaczęła usuwać śmieci i sprzątać budynek kościoła, aby można było rozpocząć jego odnawianie. Ich przykład podziałał na ludzi, pomoc w postaci wyposażenia nadeszła też z innych kościołów. Artysta Toni Camilleri wykonał nowy ołtarz, wzorując się na starym, Ċensu Cordina namalował nowy obraz tytularny, gdyż oryginalny został wzięty do muzeum w celu konserwacji, i tam już pozostał.

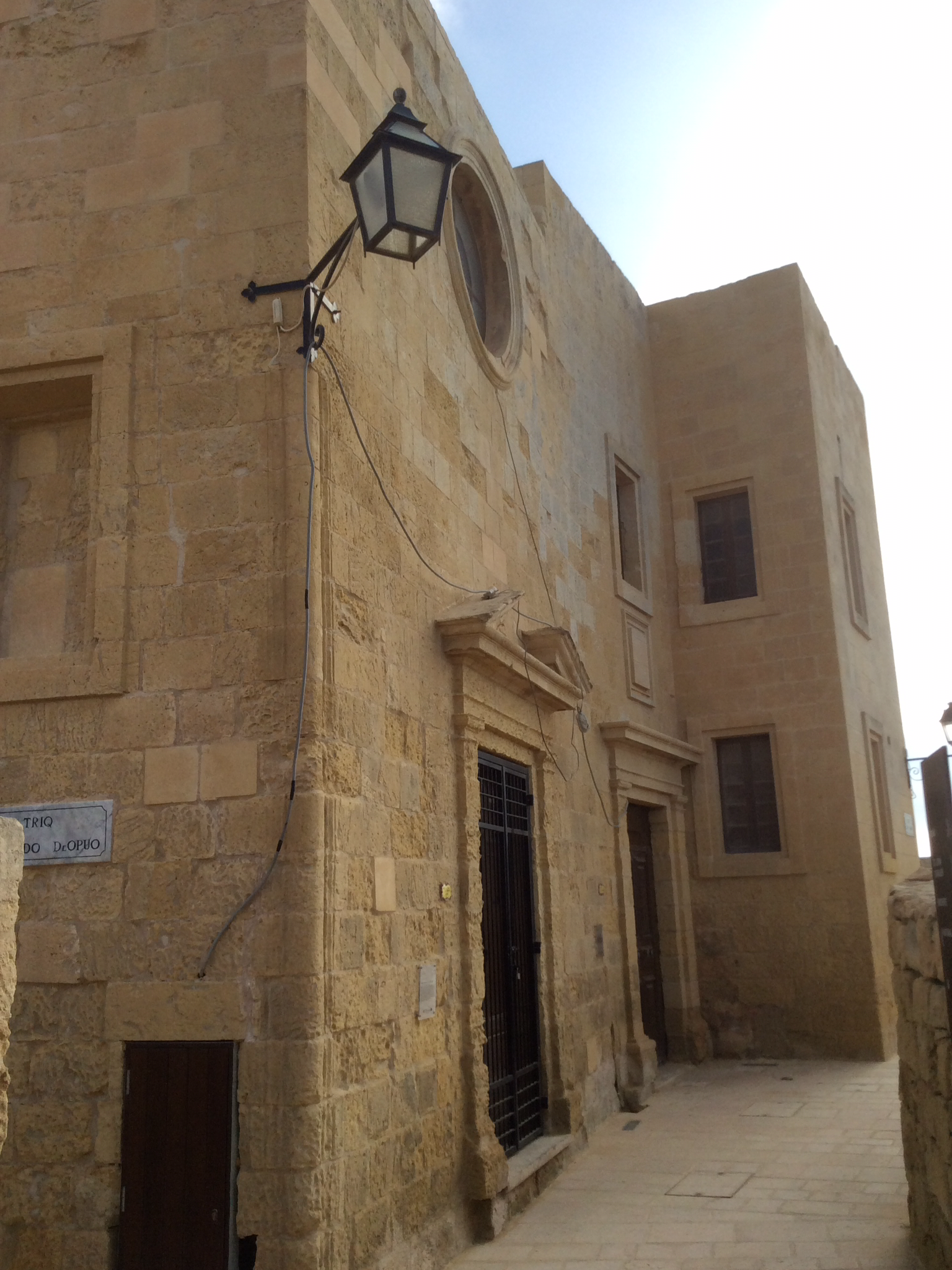
Kościół św. Józefa (z lampą na rogu) oraz pałac Cagliaresa (w głębi)

Niecałe dwa lata później, 19 marca 1975 odrestaurowany kościół został otwarty i pobłogosławiony przez ks. Ġużeppe Salibę. Papież Paweł VI przesłał specjalne błogosławieństwo dla osób zaangażowanych w przywrócenie świątyni do świetności. 15 sierpnia 1976 biskup Gozo Nikol Cauchi uroczyście poświęcił odnowiony kościół.

## Architektura

### Wygląd zewnętrzny
Kościół stoi w centrum Cittadelli, przy Triq San Ġużepp na rogu Triq Bernardo DeOpuo. Fasada kościoła jest bardzo prosta, prostokątne drewniane drzwi z toskańskimi pilastrami po bokach, podtrzymującymi trójkątny złamany naczółek. Kiedyś nad naczółkiem stała figura św. Józefa z Dzieciątkiem Jezus, umieszczona tam w 1937. U szczytu fasady duże okrągłe okno z prostym kamiennym obramowaniem.  Przed drewnianymi drzwiami znajduje się żelazna krata, która po otwarciu drzwi daje możliwość obejrzenia kościoła od wewnątrz, ale bez wchodzenia do niego, co jest kompromisem między bezpieczeństwem a dostępem do kościoła.

### Wnętrze

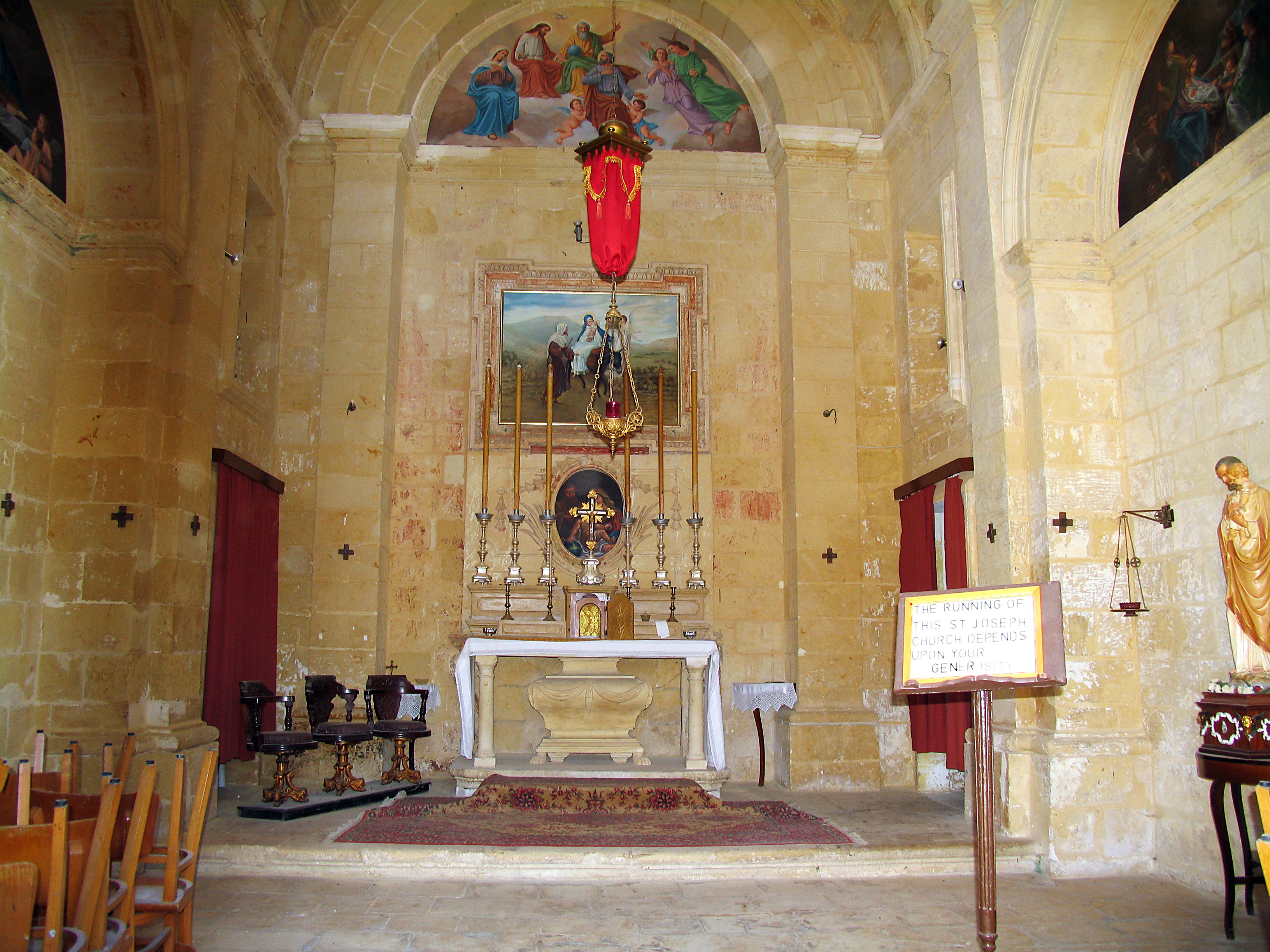
Wnętrze kościoła

Od wewnątrz kościół jest równie prosty, o zarysie niemalże kwadratowym, ze sklepieniem kolebkowym i podłogą pokrytą wapiennymi płytami. Na końcu prezbiterium podniesionego o jeden stopień w stosunku do reszty kościoła, w bardzo płytkiej apsydzie, niemalże tylko wnęce, znajduje się ołtarz, którego mensa wsparta jest pośrodku na cokole, zaś po bokach na czterech małych kolumnach.
Na ołtarzu znajduje się owalny obraz przedstawiający Świętą Rodzinę. Obraz ten otoczony jest ozdobną ramą wyrzeźbioną w kamieniu. Powyżej tytułowy obraz (kopia Paladiniego), przedstawiający Świętą Rodzinę podczas ich ucieczki do Egiptu. W środku Matka Boska na osiołku z Dzieciątkiem na ręku i prowadzącym je św. Józefem. Anioł wskazuje im drogę. W półkolistym zwieńczeniu wnęki apsydowej obraz Święty Józef i Maryja w chwale przed Trójcą Świętą.
W kościele znajduje się również figura św. Józefa.

## Kaplica dzisiaj
Kaplica jest obecnie w dobrym stanie. Jest niedostępna, kiedy drzwi są otwarte można jedynie oglądać wnętrze przez kratę przed nimi.

## Święto patronalne
Święto patronalne kaplicy przypada 19 marca.

## Ochrona dziedzictwa kulturowego
Od 27 sierpnia 2012 kaplica umieszczona jest na liście National Inventory of the Cultural Property of the Maltese Islands pod nr. 00887.